# مهدي بازركان

بازرکان

مهدي بازركان (بالفارسية: مهدی بازَرگان) (و. 1 أيلول 1908 - ت. 20 كانون الثاني 1995) كان أول رئيس حكومة في إيران بعد سقوط الشاه محمد رضا بهلوي. تولّى رئاسة الحكومة المؤقّتة من عام 1979 حتى 1980. كان من أنصار الثورة الإيرانيّة على الشّاه، وأحد القادة البارزين فيها.

## ثقافته
درس مهدي بازركان الديناميكا الحرارية والهندسة في المدرسة المركزيَّة للفنون والصِّناعات في باريس. عُيِّن بعد أن عاد من فرنسا في نهاية الأربعينات من القرن العشرين رئيسًا لقسم الهندسة في جامعة طهران. بعد أن قام محمد مصدق بتأميم مرافق النفط عام 1951 من بريطانيا عُيِّن بازركان رئيسًا لشركة النفط الوطنية الإيرانية. بعد أن أسقط الإنجليز بالتعاون مع أمريكا حكومة مصدق وأرجعوا الشاه إلى عرشه أقام بازركان حركة التحرير الإيرانية عام 1961، وهي حركة معارضة ليبرالية ذات ميول إسلامية. اعتقله الشاه محمد رضا بهلوي مرات عديدة وزج به في السجن. بعد المظاهرات الحاشدة للشعب الإيراني في عدد من المدن بتشجيع من الخميني اعتقل الشاه في حزيران 1963 بازركان وحكم عليه بالسجن لمدة عشر سنوات.

## في عهد الثورة الإسلامية

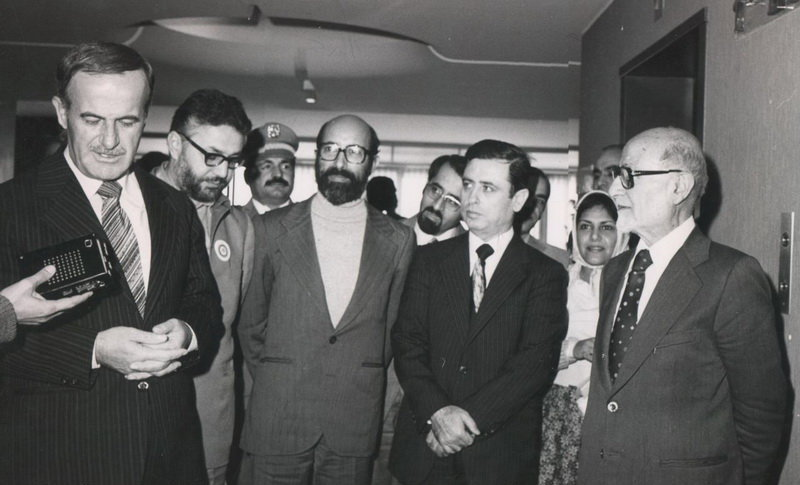
لقاء سوري إيراني عام 1979

أصبح بازركان بعد الثورة الإسلامية في إيران عضوًا في البرلمان الإيراني. وفي 5 شباط عام 1979 أعلن الخميني عن تكليف بازركان بتشكيل حكومة مؤقتة وذلك خلفًا لرئيس الحكومة السابق شابور بختيار الذي عيّنه الشاه قبل سقوط حكمه. حاول بازركان التوسط بين شابور بختيار وبين الخميني بالتدرج من الحكم السابق ومؤسساته إلى نظام الجمهورية الإسلامية الجديد، لكن الخميني رفض هذه الوساطة، وكلف بازركان بتشكيل حكومة جديدة. كان الهدف من اختيار الخميني لبازركان استمالة القوى الليبرالية في إيران، وأنه لن يؤسس نظامًا ثؤوقراطيًّا، وكي يُبدّد مخاوف الشيوعيين من ذلك.
سرعان ما أخفق بازركان في مساعيه بعد أن أعلن رئيس أركان الجيش الإيراني عن موقف محايد من الصراع الدائر بين بختيار والخميني. نجح بازركان في إيجاد مخبأ لبختيار، وسهّل له وسيلة الهرب إلى فرنسا. نشأت بعد ذلك بفترة وجيزة خلافات بين حكومة بازركان وبين علماء الدين وبشكلٍ أساسي مع الخميني. عارض بازركان إقامة مجلس استشاري مكون من كبار رجال الدين الشيعة، وهي الهيئة التي تختار القائد الأعلى وتشرف على أعماله. كما احتج بازركان على تطهير الجيش من العناصر غير الموالية للثورة الإسلامية الذي قام به الخميني وأنصارُه. لكن الخميني صمّ أذنيه عن هذه المعارضة.
تلا هذا الفشل لبازركان إخفاق آخر في الاستفتاء الذي أجري عام 1979 حين صوَّت 98 من الإيرانيين تأييدًا لإقامة جمهورية إسلامية في إيران. وفي فبراير 1979 وبعد خلع حكومة شابور بختيار رئيس الوزراء، تأسست حكومة مؤقتة بقيادة مهدي بازركان الذي سعى إلى تأسيس الديمقراطية الإسلامية القومية مع حكومة موالية لسياسة السوق الاقتصادي الحر ولكنها عارضت رغبات آية الله الخميني وجماعته المؤيدة للجمهورية الإسلامية، فاستقالت حكومة بازركان وبشكل جماعي في نوفمبر 1979 مباشرة بعد أن استولى الطلبة الإيرانيون على السفارة الأمريكية.

## وفاته
توفي بازركان في 20 كانون الثاني 1995 إثر نوبة قلبية أصابته وهو في طريقه من طهران إلى زيورخ.

## وصلة خارجية
- مهدي بازركان على موقع الموسوعة البريطانية (الإنجليزية)
- مهدي بازركان على موقع مونزينجر (الألمانية)

- Mehdi Bazargan speech on democracy and election على يوتيوب